# S7 (Georgien)
Saertaschorisso mnischwnelobis gsa S7 (georgisch: საერთაშორისო მნიშვნელობის გზა ს-7) ist eine 34 Kilometer lange Fernstraße in Georgien. Damit ist sie die kürzeste S-Fernstraße in Georgien. Die Straße führt von Marneuli bis zur armenischen Grenze bei Sadachlo. Dort führt die Straße als M6 bis nach Wanadsor. Der gesamte S7 ist Teil der Europastraße 001 und auf der georgischen Seite führt sie durch relativ flaches Terrain.
Darüber hinaus befindet sich die Straße vollständig in der Munizipalität Marneuli (Region Niederkartlien) und ist als einspurige Straße gebaut. Es wurden Pläne entwickelt und internationale Mittel aufgebracht, um den südlichen Teil der S7 zu einer 2x2-Autobahn auszubauen, während ein neuer Autobahnabschnitt die S7 mit einer neu gestalteten S4 Autobahn in der Nähe von Didi Mughanlo verbinden wird.

## Geschichte

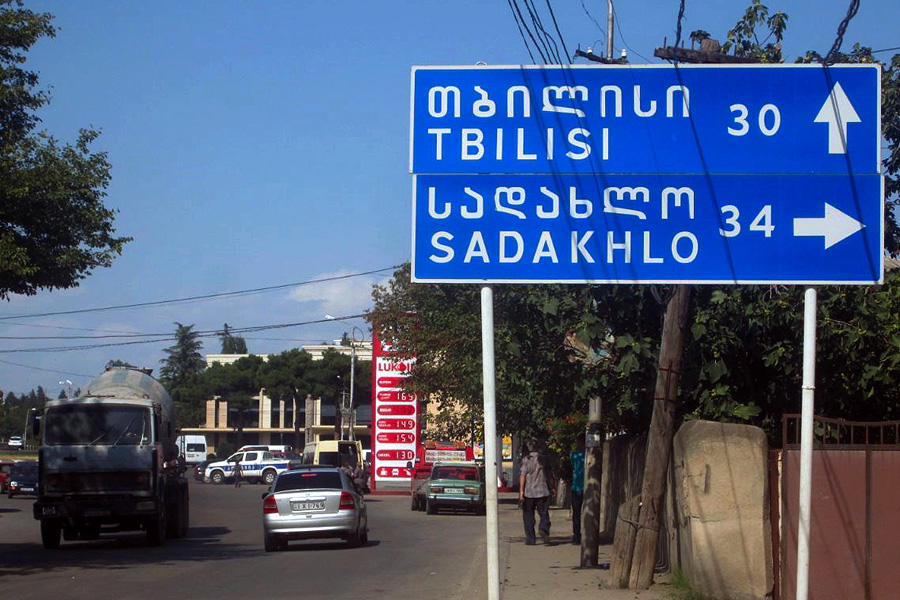
Die S7 beginnt in Marneuli

In der Sowjetunion war die S7 seit 1982 Teil der Hauptstraße A310 Wanadsor (damals Kirowakan) - Marneuli. An ihrem Endpunkt in Marneuli war die A310 mit der Fernstraße A304 (jetzt georgische Fernstraße S6) verbunden. Vor den 1980er Jahren war die Straße nicht nummeriert, wie die meisten Straßen in der Sowjetunion. Als das Straßennummerierungssystem Georgiens 1996 überarbeitet wurde, wurde die Kategorie „Straßen von internationaler Bedeutung“ (S-) eingeführt und die Bezeichnung „S7 Marneuli–Sadakhlo (armenische Grenze)“ ersetzte die Bezeichnung A310. Der armenische Abschnitt wurde als M6 neu nummeriert. Seit dem Ende der Sowjetunion ist sie die wichtigste Transitstrecke zwischen den beiden Ländern.
In den 1990er-Jahren war der Grenzübergang jedoch wegen ethnischer Spannungen zwischen den Armeniern und den in diesem Teil Georgiens die Bevölkerungsmehrheit stellenden Aserbaidschanern zeitweise geschlossen. Daher verlief in dieser Zeit der gesamte internationale Verkehr zwischen Marneuli und Wanadsor über die S6 beziehungsweise Europastraße 117 via Bolnissi und Stepanawan, die im Gegensatz zur überwiegend in der Ebene und in Flusstälern verlaufenden Europastraße 001 auf armenischer Seite einen fast 1600 m hohen Pass überwinden und einen knapp 1800 m hoch gelegenen Tunnel durchqueren muss.
Die S7 ist die beliebteste Route zwischen Tiflis und Eriwan und bietet alternative Routen innerhalb Armeniens. Die S7 wurde in das ehrgeizige georgische Ost-West-Autobahnprojekt aufgenommen, das darauf abzielt, einen 450 Kilometer langen Ost-West-Verkehrskorridor durch Georgien zu schaffen, der Aserbaidschan, Armenien und die Türkei verbindet. Im Rahmen dieses Projekts werden georgische Abschnitte der Autobahnen E60 (Poti-Tiflis-Rote Brücke, Aserbaidschan) und E70 (Poti-Batumi-Sarpi, Türkei) modernisiert und integriert, um Georgiens Position als Verkehrsknotenpunkt im Südkaukasus zu stärken. Das Ost-West-Autobahnprojekt umfasst die Umgestaltung großer Abschnitte der georgischen Autobahnen S1, S2, S4, S12 und in jüngerer Zeit der S7 Fernstraße zu Autobahnen mit getrennten Steigungen, hauptsächlich als 2x2-Schnellstraße.

## Zukunft
Im Jahr 2021 stellte die Europäische Investitionsbank Georgien weitere 106,7 Mio. EUR für umfangreiche Modernisierungen seiner Ost-West-Autobahn zur Verfügung. Diese zusätzlichen Mittel sind für ein Neuausrichtungs- und Modernisierungsprojekt vorgesehen, an dem die Fernstraßen S7 und S4 beteiligt sind. Die Fernstraße S4 wird zwischen Rustawi und dem Grenzübergang Rote Brücke nach Aserbaidschan umgeleitet und als 2x2-Autobahn gebaut. Auf halber Strecke dieses Abschnitts wird eine neue 2x2-Autobahn in südwestlicher Richtung in Richtung der aktuellen S7 im Dorf Kvemo Sarali gebaut. Von hier aus werden die südlichen 16 Kilometer der S7 nach Sadakhlo und der armenischen Grenze neu ausgerichtet und als 2x2-Autobahn neu gebaut.
Obwohl die S7 nicht Teil der europäischen E60- oder E70-Routen ist, wurde sie in den letzten Jahren in das Projekt Ost-West-Autobahn aufgenommen. Die Notwendigkeit, Marneuli aufgrund des zunehmenden Verkehrs in Richtung Armenien zu umgehen, und die bevorstehende Neuausrichtung des südlichen Abschnitts der S4 (die im ursprünglichen Umfang vorgesehen war) machten dies zu einem logischen Schritt.

## Route
Die Fernstraße S7 ist die kürzeste S-Strecke in Georgien und beginnt in Marneuli am zentralen Kreisverkehr, wo sie von der Fernstraße S6 abzweigt. In Richtung Süden verlässt sie die Stadt und kreuzt die heute stillgelegte Eisenbahnlinie Marneuli-Bolnissi-Kasreti. Die S7 verläuft parallel zur Eisenbahnlinie Tiflis-Jerewan (die 1899 eröffnet wurde) bis zum Grenzübergang Sadachlo durch die Marneuli-Ebene und passiert dabei eine Reihe von Dörfern. In Schulaweri bietet die Staatsstraße Sh161 eine Abkürzung zum Grenzübergang Rote Brücke mit Aserbaidschan und zur Fernstraße S4. Mehr als 80 % der Bevölkerung der Gemeinde Marneuli sind aserbaidschanische Ethnizität. In der Stadt Sadachlo, nur wenige Kilometer von der armenischen Grenze entfernt, führt die Staatsstraße Sh37 zum kleinen und vierten georgisch-armenischen Grenzübergang in Achkerpi.

## Ortschaften entlang der Strecke
- Marneuli
- Sadachlo